# Peter Lund Madsen
 Der er flere personer med dette navn, se Peter Madsen.
Peter Lund Madsen (født 31. juli 1960, død 10. august 2025) også kendt som Hjerne-Madsen, var en dansk læge, forfatter, entertainer og radiovært.
Han omtaltes ofte som hjerneforsker. Han var især kendt for samarbejdet med sin bror, Anders Lund Madsen, om flere shows på Bellevue Teatret samt sin naturvidenskabelige formidling om hjernen i forskellige radio- og tv-programmer. Sammen med sin bror skrev han teksten til den populære sang "Avenuen", som indgik i et af deres shows, fremført af Trine Dyrholm.

## Karriere

### Uddannelse og medicinsk karriere
Peter Lund Madsen blev uddannet læge fra Københavns Universitet i 1987, hvor han fik 13 for sin afhandling. Han blev dr.med. i 1993. Han fik videnskabelig uddannelse hos professor Niels A. Lassen i København og professor Louis Sokoloff ved Laboratory of Cerebral Metabolism, NIH (National Institutes of Health), Bethesda, MD, USA. Han arbejdede hovedsageligt med undersøgelse af hjernens aktivitetsniveauer under søvn, drømme, stress og afslapning, og han skrev disputats om hjernens energistofskifte under forskellige bevidsthedstilstande.
Lund Madsen var forfatter og medforfatter til adskillige engelsksprogede videnskabelige artikler, der blev udgivet i anerkendte internationale videnskabelige tidsskrifter med peer-review, samt en lang række grundvidenskabelige og populærvidenskabelige artikler på dansk.
Han videreuddannede sig til psykiater og blev speciallæge i psykiatri i 2014.

### Tv og underholdning
Peter Lund Madsen medvirkede i Dola Bonfils' dokumentarfilm Tankens anatomi fra 1997.
I 2002 udgav han albummet Hjernesange med tekster omhandlende hjernens funktioner og menneskets oprindelse og med musik af Henrik Balling. Samme år deltog han i quizprogrammet Hvem vil være millionær? i en specialudgave, hvor kendte mennesker deltog for at vinde penge til velgørende formål. Jes Dorph-Petersen var vært, og Peter deltog sammen med sin bror, Anders, og brødrene vandt hovedpræmien på en million kroner, som de donerede til Folkekirkens Nødhjælp. I 2013 deltog de igen i programmet, denne gang med Hans Pilgaard som vært, og endnu en gang vandt brødrene en million kroner.
Peter Lund Madsen blev også kendt under navnet "Hjerne-Madsen" efter en række tv-udsendelser med samme titel, som blev vist på DR2. Siden medvirkede han i flere tv-programmer, heriblandt Hjerner i Spil (1999), Nedtur til nytår (1999), Stuegang (2001) og Sjælen på vrangen (2002) på DR2. Han stod bag og medvirkede i en lang række videnskabsformidlingsprojekter og var en populær foredragsholder. Madsen var også initiativtager til P1-programrækken Hjernekassen, hvor Madsen interviewede eksperter om forskellige videnskabelige emner.
Sammen med sin bror, Anders Lund Madsen, skrev og medvirkede han i teaterforestillingen Mr. Nice Guy (2004-2005) på Bellevue Teatret, som blev set af mere end 60.000 personer. Det blev fulgt op af Enden er Nær i 2007 og Gæster fra Rødby i 2009. Til Mr. Nice Guy skrev brødrene teksten til de tre sange "Stille i verden", "Lille Spejl" og "Avenuen", mens Kim Larsen skrev melodierne. Sangene blev fremført af Trine Dyrholm under showet, og de blev alle udgivet på hendes ep Mr. Nice Guy. I 2006 blev "Stille i verden" og "Lille Spejl" indspillet i en coverversion af Kim Larsen på hans album Gammel hankat, der blev kaldt "pladens to bedste sange" i Dagbladet Information. Sangen "Avenuen" blev et kæmpe hit og lå nr. 1 på singlehitlisten adskillige gange, og den tilbragte i alt 135 uger på listen. Til trods for at være certificeret til platin med et salg på over 16.000 eksemplarer modtog Dyrholm ikke de adskillige platinplader, som hun var berettiget til, fordi pladeselskabet CMC efter eget udsagn ikke holdt øje med det.
I 2005 modtog Peter Lund Madsen Rosenkjærprisen, og året efter blev han tildelt Modersmål-Prisen.
Sammen med sin bror, Anders, modtog han i 2008 Rødekro Kulturpris på 25.000 kr. for at formidle naturvidenskab.
I 2012 udgav Peter Lund Madsen via Gyldendal bogen DR. Zukaroffs Testamente, En bog om menneskehjernen. Bogen handler om, hvordan hjernen fungerer, og hvad den kan. Den modtog fire af seks hjerter af Politiken.
I 2014 medvirkede han i Jan Hellesøes program Fuckr med dn hjrne på DR K. Peter Lund Madsen stod også model til Torsten Grunwalds bog Den Velklædte Mand om klassisk herremode, hvor han også skrev forordet. Bogen modtog fem hjerter af Politiken.

### Politik
I april 2017 meddelte Det Konservative Folkeparti i en pressemeddelelse, at Peter Lund Madsen ville stille op for partiet ved det kommende kommunalvalg i Frederiksberg Kommune. De Konservative har været det største parti i Frederiksberg Kommune i omkring 100 år. DR's redaktionschef, Judith Skriver, meddelte kort efter, at hans opstilling til valget medførte, at han ville blive erstattet på radioprogrammet Hjernekassen under valgkampen, så han ikke kunne bruge programmet til at promovere sig selv og partiet i denne periode. Hun udtalte også, at hun håbede, at "han ikke bliver valgt ind, så vi kan beholde ham". Knap en uge senere trak Lund Madsen sit kandidatur tilbage med begrundelse om, at han ikke ville stå på mål for partiets nationale politik, men blot ønskede at støtte dem kommunalt, hvor han mente, de gjorde det godt. Han afviste samtidig fremtidigt politisk engagement.

## Hæder
- 1990: Mogens Fog Prisen
- 2002: Niels A. Lassen Prisen
- 2005: Rosenkjærprisen
- 2006: Modersmål-Prisen[3]
- 2008: Madsen Rødekro Kulturpris (sammen med Anders Lund Madsen)

Peter Lund Madsen var desuden ambassadør for Galathea 3-ekspeditionen, DepressionsForeningen og OCD-Foreningen.

## Privatliv
Peter Lund Madsens mor hed Kirsten (1930-2016), og hans bror Anders Lund Madsen er tre år yngre end ham. Deres far døde af demens. Hans morfar kom fra Falster og var bonde og desuden modstandsmand under anden verdenskrig. 
Lund Madsen boede i de første fem år af sit liv i Mørkhøj, og familien flyttede herefter til Sorgenfri nord for København.
I 1987 tog han flycertifikat, og han vedligeholdt det til omkring 2001.
Han boede på Frederiksberg med sin kone, Rinette, og fik med hende to børn. Han ejede et sommerhus på Sejerø.
Under finanskrisen 2007-2009 tabte hans firma Hjernemad ApS i 2008 1,25 mio. kr. på aktiehandel.
Lund Madsen blev 10. august 2025 fundet livløs i vejkanten nordøst for Tølløse, efter hvad der lignede et ildebefindende under en cykeltur.

## Diskografi
- 2002 – Hjernesange (med Henrik Balling som Verdens Farligste Dyr)

## Filmografi
- Tankens anatomi (1997)
- Hjælp, min kone er skidesur (2011
- Til dans, til vands og i luften (2005)
- Far, mor og bjørn (2008, 1 episode)
- Fuckr med dn hjrne (2013)
- Brødrene Madsens tidsrejse (2016)